# Papstwahl 1159
Die Papstwahl von 1159 (4.–7. September) folgte auf den Tod von Papst Hadrian IV. Das Ergebnis war ein doppeltes Pontifikat.
Eine Mehrheit der Kardinäle wählte Kardinal Rolando von Siena als Papst Alexander III., aber eine Minderheit weigerte sich, ihn anzuerkennen und wählte ihren eigenen Kandidaten Ottaviano de Monticelli, der den Namen Viktor IV. annahm, wodurch ein Schisma entstand, das bis 1178 dauerte.

## Hintergrund
Das Schisma war die Folge der wachsenden Spannungen innerhalb des Kardinalskollegiums bezüglich der Außenpolitik des Heiligen Stuhls. Der Kirchenstaat im 12. Jahrhundert war ein Puffer zwischen Heiligem Römischem Reich und dem normannischen Königreich Sizilien. Nach dem Wormser Konkordat 1122 verbündete sich das Papsttum mit dem Kaiser eher als mit den Normannen, aber während des Pontifikats von Hadrian IV. (1154–59) brach dieses Bündnis auf, weil Kaiser Friedrich Barbarossa nicht die Bedingungen des Konstanzer Vertrags (1153) erfüllte, die ihn verpflichteten, dem Papsttum zu helfen, seine Autorität in Rom und in anderen vom König von Sizilien kontrollierten Gebieten wiederherzustellen. Unter diesen Umständen entschied sich Hadrian IV., das Bündnis mit dem Kaiser zu brechen und mit Wilhelm von Sizilien Frieden zu schließen, indem er den Vertrag von Benevent (1156) unterzeichnete. In den folgenden Jahren gab es wachsende Spannungen zwischen dem Papsttum und Kaiser Friedrich Barbarossa (z. B. ein Streit auf dem Hoftag zu Besançon (1157)). Friedrich versuchte – mit bedeutendem Erfolg – seinen Einfluss auf die Kirche in Deutschland zu verstärken. Der Richtungswechsel der päpstlichen Außenpolitik führte dazu, dass sich das Kardinalskollegium in Anhänger und Gegner der neuen Politik teilte, die nach dem Tod Hadrians IV. keinen Kompromiss erzielen konnten.
Die Wahl von 1159 hatte auch erhebliche rechtliche Konsequenzen. Bis zu diesem Zeitpunkt erforderte die Wahl des neuen Papstes Einstimmigkeit unter den Wählern, was zum Schisma führte, als die Existenz von Fraktionen im Kollegium die Einstimmigkeit verhinderte. Um das Schisma in der Zukunft zu vermeiden, verkündete das Dritte Laterankonzil 1179 das Dekret Licet de evitanda discordia, das festlegte, dass der Papst mit einer Mehrheit von zwei Dritteln der anwesenden Kardinäle gewählt wird.

## Fraktionen
Papst Hadrian IV. starb am 1. September 1159. Aus Angst vor einer möglichen Spaltung, empfahl er den Kardinälen kurz vor seinem Tod die Wahl von Kardinal Bernhard von Porto als seinen Nachfolger.
Das Kardinalskollegium war in zwei Fraktionen geteilt: die sogenannten „sizilianische“ Partei und die „kaiserliche“ Partei. Die Sizilianer wurden vom Kanzler Rolando von Siena und Camerlengo Boso angeführt und unterstützten die pro-sizilianische Politik Hadrians IV. Die kaiserliche Fraktion wurde von Ottaviano de Monticelli angeführt.
Es ist bekannt, dass die sizilianische Partei 13 Kardinäle umfasste: der Kanzler Rolando, Camerlengo Boso, die Kardinalbischöfe Bernhard von Porto, Ubaldo von Ostia, Walter von Albano und Gregor von Sabina, sowie die Kardinäle Odone Bonecase, Ubaldo Caccianemici, Ottone da Brescia, Ardicio Rivoltella, Giovanni Gaderisio, Ildebrando Grassi und Pietro di Miso.
Die kaiserliche Partei wird neun Kardinäle gezählt haben, von denen aber nur sechs bekannt sind: Ottaviano de Monticelli, Giovanni Morrone, Guido di Crema, Imar von Tusculum, Raymond de Nîmes und Simeone Borelli. Guglielmo Marengo war vielleicht der siebte, eventuell gehörte Kardinal Cinzio Capellus ebenfalls dazu. Die verbleibenden zehn Kardinäle waren neutral.
Es wird angenommen, dass beide Fraktionen in den letzten Monaten des Pontifikats von Hadrian IV. bereits Vorbereitungen für die Wahl getroffen haben, obwohl diese Versuche nur aus den gegnerischen Berichten bekannt sind, die für polemischen Zwecke während des nachfolgenden Schismas produziert wurden, und es unmöglich ist, ihre Richtigkeit zu überprüfen. Beide Seiten beschuldigten die jeweils andere wegen illegaler Verschwörung. Die Anhänger Viktors IV. beschuldigten die „Sizilianer“, Bestechungsgelder vom König Wilhelm von Sizilien und den antiimperialen Städten Brescia, Mailand und Piacenza erhalten zu haben. Sie hätten angeblich einen Eid geschworen, keinen Kandidaten außerhalb ihres Kreises zu wählen. Andererseits beschuldigten die „Sizilianer“ die „Kaiserlichen“, eine Verschwörung mit dem kaiserlichen Gesandten Otto von Wittelsbach zu schmieden, der zur Zeit der Wahlen in Rom war und bedeutende Unterstützung gab, um Viktor IV. die Kontrolle über das Patrimonium Petri zu ermöglichen. Es ist bekannt, dass die weltlichen Anhänger von Kardinal Ottaviano de Monticelli, der mit der mächtigen Familie der Grafen von Tusculum verwandt war, auf die bewaffnete Konfrontation in Rom vorbereitet waren.

### Wahl Alexanders III.
Die Kardinäle versammelten sich am 4. September in der Vatikanbasilika, drei Tage nach dem Tod Hadrians IV. Sie hatten entschieden, dass gemäß dem Brauch die Wahl einstimmig sein sollte, um gültig zu sein. Es scheint, dass die Kandidatur von Bernhard von Porto, der von Hadrian als akzeptabel für beide Fraktionen empfohlen wurde, nicht vorankam. Beide Parteien schlugen Kandidaten vor, die nicht für beide Seiten akzeptabel waren: die Kaiserlichen schlugen Ottaviano de Monticelli vor, die „Sizilianer“ Kanzler Rolando. Die Kardinäle diskutierten drei Tage über einen Kompromiss. Der sizilianischen Partei konnten sich allen neutralen Kardinälen anschließen und wahrscheinlich auch einige Mitglieder der kaiserlichen Fraktion. Am vierten Tag (7. September) wurde Kardinal Rolando von Siena zum Papst proklamiert, er nahm den Namen Alexander III. an, obwohl die Einstimmigkeit nicht erreicht war und einige Kardinäle weiterhin gegen seine Kandidatur opponierten. Gemäß dem Manifest von Alexanders Partei von Oktober 1159 und einem Bericht von Kardinal Boso, erhielt Rolando an diesem Tag die Stimmen aller Kardinäle, die sich versammelten, bis auf drei: die von Ottaviano de Monticelli, Giovanni Morrone und Guido di Crema. Dann erkannten Anhänger von Rolando, dass „es unangemessen schien, dass … der apostolische Stuhl … wegen der Streitsucht der oben genannten [drei] Männer länger ohne einen Herrscher bleiben sollte“. Auf der anderen Seite behauptete die Gegenpartei, dass Ottaviano weiterhin neun Stimmen hatte und dass die sizilianische Partei, die die Mehrheit hatte, einfach die Regel brach, die Einstimmigkeit für gültige Wahlen erforderte. Die Version der kaiserlichen Kardinäle wird jedoch als weniger zuverlässig erachtet als die Version von Alexanders Partei, selbst wenn diese auch nicht ganz genau ist; basierend auf den Bestellungen der Manifeste beider Parteien, die kurz nach der Wahl ausgegeben wurden, kann angenommen werden, dass mindestens 23 Wähler für Rolando stimmten und nicht mehr als sechs sich ihm widersetzten.

### Wahl Viktors IV.
Die Wähler von Kardinal Rolando versuchten unmittelbar nachdem sie ihn zum Papst erklärt hatten, ihm den purpurnen Mantel, der die Annahme des päpstlichen Amtes symbolisierte, anzulegen, aber dann trat die Wahl in eine stürmische Phase ein. Kardinal Ottaviano de Monticelli griff sich den Mantel von Alexanders Rücken und seine bewaffneten Begleiter stürmten in die Basilika. Alexander III. und seine Anhänger flohen in die Zitadelle von St. Peter, die in den Händen von Kardinal Boso war. In ihrer Abwesenheit wählten die wenigen Kardinäle, die in der Basilika blieben, Ottaviano de Monticelli zum Papst und inthronisierten ihn als Viktor IV. Die genaue Anzahl seiner Wähler ist nicht bekannt, aber es gibt gute Gründe anzunehmen, dass es sechs waren, einschließlich Ottaviano selbst, da nur fünf Kardinäle das Manifest im folgenden Monat zu seinen Gunsten unterschrieben. Es ist jedoch möglich, dass einige zusätzliche Kardinäle an der Wahl Viktors IV. teilgenommen haben, sich dann aber sehr schnell Alexander III. unterwarfen.

### Weihe Alexanders III.
Alexander III. blieb für eine Woche in der Zitadelle, bis er befreit und von Odo Frangipane aus Rom eskortiert wurde. Am 18. September schließlich erhielt er den Purpurmantel. Am 20. September wurde er in Ninfa südöstlich von Velletri von Kardinalbischof Ubaldo Allucingoli von Ostia zum Bischof von Rom geweiht, und von Kardinalprotodiakon Odone Bonecase gekrönt. Am 27. September exkommunizierte er Viktor IV. und seine Anhänger.

### Weihe Viktors IV.
Viktor IV. wurde am 4. Oktober im Kloster Farfa von Kardinalbischof Imar von Tusculum als Kardinaldekan, assistiert von den Bischöfen Ubaldo von Ferentino und Riccardo von Melfi geweiht. Mit Hilfe Otto von Wittelsbachs und seinem bewaffneten Gefolge übernahm er bald die Kontrolle über Rom und das Patrimonium Petri, während Alexander III. im Königreich Sizilien und später in Frankreich Zuflucht suchte.

### Manifeste der beiden Fraktionen
Beide Rivalen und ihre Anhänger verteidigten die Rechtmäßigkeit ihrer Wahl. Im Oktober 1159 verfassten Kardinäle beider Gruppen Manifeste zugunsten ihrer Päpste für Kaiser Friedrich Barbarossa. Das Manifest der „Alexandriner“ unterschrieben 23 Kardinäle, das der „Viktoriner“ nur fünf. Die Befürworter Viktors IV, die zugaben, dass sie in der Minderheit waren, begründeten ihr Vorgehen damit, dass die gegnerische Fraktion die Regel der Einstimmigkeit verletzte und infolgedessen die Wahl von Rolando für ungültig erklärt wurde. Die Gegenpartei behauptete, das Prinzip der Einstimmigkeit sei durch das hinderliche Verhalten von nur drei Kardinälen der kaiserlichen Fraktion verletzt worden, die sich hartnäckig weigerten, den vom Rest des Heiligen Kollegiums gewünschten Kandidaten anzuerkennen.

## Schisma
Simeone Borelli schloss sich Ende 1159 Alexander III. an, Raymond de Nîmes zwischen Februar und April 1160. Ende 1159 ernannte Viktor IV. mindestens drei neue Kardinaldiakone: Bernardo von Ss. Sergio e Bacco, Giovanni von S. Maria in Aquiro und Lando von S. Angelo. Alexander III. ernannte am 18. Februar 1160 Kardinaldiakon Milo von S. Maria in Aquiro.
Beide Päpste sandten ihre Legaten in die katholischen Königreiche, um ihre Anerkennung zu sichern. Auf dem Konzil von Pavia von Februar 1160 erklärte sich Friedrich Barbarossa für Viktor IV., der Episkopat des Kaiserreichs folgte ihm – mit Ausnahme von Eberhard von Biburg, Erzbischof von Salzburg und seine Suffragane. König Waldemar von Dänemark unterstützte ebenfalls Viktor IV., der Erzbischof Eskil von Lund, Primas von Dänemark, hingegen Alexander III. Es scheint, dass Polen ebenfalls Viktor IV. unterstützte. Der Rest Europas, insbesondere Frankreich, England, Spanien, Schweden, Norwegen, Schottland, Ungarn, Sizilien und die lateinischen Territorien in Outremer anerkannten Alexander III., wobei in einigen Ländern signifikante Viktorianer-Minderheiten im Episkopat oder unter den Feudalherren existierten. Das Schisma hatte sich über Europa ausgebreitet.
Die Einheit der Kirche wurde nach 18 Jahren wiederhergestellt, als Friedrich Barbarossa und Alexander III. am 1. August 1177 den Vertrag von Venedig unterzeichneten; ein Jahr später gab Viktors Nachfolger Calixtus III. seine Ansprüche auf und unterwarf sich Alexander III. (29. August 1178). Viktor IV. und seine Nachfolger Paschalis III. (1164–1168) und Calixtus III. (1168–1178) werden heute von der Katholischen Kirche als Gegenpäpste betrachtet, Alexander III. als legitimer Papst.

## Nachwirkungen
Die Wahl von 1159 und das folgende Schisma zeigten die Notwendigkeit, die Regeln bezüglich der Papstwahl zu ändern. Das Dekret Licet de evitanda discordia des Dritten Laterankonzils von 1179 schaffte die Einstimmigkeitsregel zugunsten der Zweidrittelmehrheit ab. Das Dekret bestätigte auch, dass alle drei Ränge des Kardinalskollegiums (Bischöfe, Priester und Diakone) bei den Papstwahlen gleich sind. Obwohl die Praxis, Kardinalpriester und Kardinaldiakone gleichberechtigt mit Kardinalbischöfen zu beteiligen, spätestens mit der Papstwahl 1118 eingeführt worden war, war das Dekret In Nomine Domini (1059) mit dem Kardinalbischöfen das Wahlrecht zuerkannt wurde, bis dahin nie formell widerrufen worden.

## Teilnehmer
Im September 1159 gab es 31 Kardinäle. Einer von ihnen scheint nicht an der Papstwahl teilgenommen zu haben, so dass 30 Wähler bleiben.
| Kardinal                      | Fraktion      | Kardinalstitel                                  | Ernannt am         | durch         | Anmerkungen                                 |
| ----------------------------- | ------------- | ----------------------------------------------- | ------------------ | ------------- | ------------------------------------------- |
| Imar, OSB Cluny               | kaiserlich    | Bischof von Tusculum (Frascati)                 | 13. März 1142      | Innozenz II.  | Kardinaldekan                               |
| Gregorio della Suburra        | sizilianisch  | Bischof von Sabina                              | 1. März 1140       | Innozenz II.  | Subdekan des Kardinalskollegiums            |
| Ubaldo Allucingoli            | sizilianisch  | Bischof von Ostia und Velletri                  | 16. Dezember 1138  | Innozenz II.  | später Papst Lucius III. (1181–85)          |
| Giulio                        | neutral       | Bischof von Palestrina                          | 19. Mai 1144       | Lucius II     |                                             |
| Bernhard, CanReg              | sizilianisch  | Bischof von Porto-Santa Rufina                  | 22. Dezember 1144  | Lucius II.    |                                             |
| Walter, CanReg                | sizilianisch  | Bischof von Albano                              | 19. Dezember 1158  | Hadrian IV.   |                                             |
| Ubaldo Caccianemici, CanReg   | sizilianisch  | Priester von Santa Croce in Gerusalemme         | 19. Mai 1144       | Lucius II.    | Kardinalprotopriester; Kardinalnepot (?)    |
| Ottaviano de Monticelli       | kaiserlich    | Priester von Santa Cecilia in Trastevere        | 25. Februar 1138   | Innozenz II.  | Gegenpapst Victor IV. (1159–1164)           |
| Astaldo degli Astalli         | neutral       | Priester von Santa Prisca                       | 17. Dezember 1143  | Coelestin II. |                                             |
| Guido di Crema                | kaiserlich    | Priester von Santa Maria in Trastevere          | 21. September 1145 | Eugen III.    | später Gegenpapst Paschalis III. (1164–68)  |
| Rolando                       | sizilianisch  | Priester von San Marco und Kanzler der Kirche   | 22. September 1150 | Eugen III.    | Papst Alexander III.                        |
| Giovanni Gaderisio, CanReg    | sizilianisch  | Priester von Sant’Anastasia al Palatino         | 22. September 1150 | Eugen III.    |                                             |
| Giovanni da Sutri             | neutral       | Priester von Santi Giovanni e Paolo             | 21. Februar 1152   | Eugen III.    |                                             |
| Enrico Moricotti, OCist       | neutral       | Priester von Santi Nereo e Achilleo             | 21. Februar 1152   | Eugen III.    |                                             |
| Giovanni Morrone              | kaiserlich    | Priester von Santi Silvestro e Martino ai Monti | 23. Mai 1152       | Eugen III.    |                                             |
| Ildebrando Grassi, CanReg     | sizilianisch  | Priester von Santi XII Apostoli                 | 23. Mai 1152       | Eugen III.    |                                             |
| Bonadies de Bonadie           | neutral       | Priester von San Crisogono                      | 21. Dezember 1156  | Hadrian IV.   |                                             |
| Alberto di Morra, CanRegPraem | neutral       | Priester von San Lorenzo in Lucina              | 21. Dezember 1156  | Hadrian IV.   | später Papst Gregor VIII. (1187)            |
| Guglielmo Marengo, OCist      | kaiserlich(?) | Priester von San Pietro in Vincoli              | 14. März 1158      | Hadrian IV    |                                             |
| Odone Bonecase                | sizilianisch  | Diakon von San Giorgio in Velabro               | 4. März 1132       | Innozenz II.  | Kardinalprotodiakon                         |
| Rodolfo                       | neutral       | Diakon von Santa Lucia in Septisolio            | 17. Dezember 1143  | Coelestin II. |                                             |
| Giacinto Bobone               | neutral       | Diakon von Santa Maria in Cosmedin              | 22. Dezember 1144  | Lucius II.    | später Papst Coelestin III. (1191–98)       |
| Ottone da Brescia             | sizilianisch  | Diakon von San Nicola in Carcere                | 21. Februar 1152   | Eugen III.    |                                             |
| Ardicio Rivoltella            | sizilianisch  | Diakon von San Teodoro al Palatino              | 21. Dezember 1156  | Hadrian IV    |                                             |
| Boso, CanReg                  | sizilianisch  | Diakon von Santi Cosma e Damiano                | 21. Dezember 1156  | Hadrian IV    | Camerlengo; Präfekt des Castell Sant’Angelo |
| Simeone Borelli, OSBCas       | kaiserlich    | Diakon von Santa Maria in Domnica               | ca. 1157           | Hadrian IV.   | Abt von Subiaco                             |
| Cinzio Capellus               | kaiserlich(?) | Diakon von Sant’Adriano al Foro                 | 14. März 1158      | Hadrian IV.   |                                             |
| Pietro di Miso                | sizilianisch  | Diakon von Sant’Eustachio                       | 14. März 1158      | Hadrian IV.   |                                             |
| Raymond de Nîmes              | kaiserlich    | Diakon von Santa Maria in Via Lata              | 14. März 1158      | Hadrian IV.   |                                             |
| Giovanni Conti da Anagni      | neutral       | Diakon von Santa Maria in Portico               | 19. Dezember 1158  | Hadrian IV    |                                             |

Fünf Kardinäle wurden von Innozenz II. ernannt, zwei von Coelestin II., vier von Lucius II., acht von Eugen III. und 11 von Hadrian IV.
Ein Kardinal nahm nicht an der Papstwahl teil:
| Kardinal                      | Fraktion | Kardinalstitel                         | ernannt am    | vom          | Anmerkungen                              |
| ----------------------------- | -------- | -------------------------------------- | ------------- | ------------ | ---------------------------------------- |
| Rainaldo di Collemezzo OSBCas | neutral  | Priester von Santi Marcellino e Pietro | ca. 1139–1141 | Innozenz II. | Abt von Montecassino (externer Kardinal) |

### Fraktionen im Oktober 1159
| Anhänger von Alexander III. | Anhänger von Viktor IV. |
| --- | --- |
| 1. Gregorio della Suburra, Kardinalbischof von Sabina und Kardinäleubdekan 2. Ubaldo Allucingoli, Kardinalbischof von Ostia e Velletri 3. Giulio, Kardinalbischof von Palestrina 4. Bernard, CanReg, Kardinalbischof von Porto e S. Rufina und Erzpriester des Petersdoms 5. Walter, CanReg, Kardinalbischof von Albano 6. Ubaldo Caccianemici, CanReg, Kardinalpriester von Santa Croce in Gerusalemme 7. Rainaldo di Collemezzo, OSBCas, Kardinalpriester von Santi Marcellino e Pietro und Abt von Montecassino 8. Astaldo degli Astalli, Kardinalpriester von Santa Prisca 9. Giovanni da Sutri, Kardinalpriester von Santi Giovanni e Paolo 10. Errico Moricotti, OCist, Kardinalpriester von Santi Nereo e Achilleo 11. Ildebrando Grassi, CanReg, Kardinalpriester von Santi XII Apostoli 12. Giovanni Gaderisio, CanReg, Kardinalpriester von Sant Anastasia 13. Bonadies de Bonadie, Kardinalpriester von San Crisogono 14. Alberto di Morra, CanReg, Kardinalpriester von San Lorenzo in Lucina 15. Guglielmo Marengo, Kardinalpriester von San Pietro in Vincoli 16. Odone Bonecase, Kardinaldiakon von San Giorgio in Velabro 17. Rodolfo, Kardinaldiakon von Santa Lucia in Septisolio 18. Giacinto Bobone, Kardinaldiakon von Santa Maria in Cosmedin 19. Ottone da Brescia, Kardinaldiakon von San Nicola in Carcere 20. Ardicio Rivoltella, Kardinaldiakon von San Teodoro 21. Boso, CanReg, Kardinaldiakon von Santi Cosma e Damiano 22. Cinzio Capellus, Kardinaldiakon von San Adriano 23. Pietro di Miso, Kardinaldiakon von Sant’Eustachio 24. Giovanni Conti da Anagni, Kardinaldiakon von Santa Maria in Portico Octaviae | 1. Imar, OSBCluny, Kardinalbischof von Tusculum und Kardinaldekan 2. Guido di Crema, Kardinalpriester von Santa Maria in Trastevere 3. Giovanni Morrone, Kardinalpriester von Santi Silvestro e Martino ai Monti 4. Raymond de Nimes, Kardinaldiakon von Santa Maria in Portico Octaviae 5. Simeone Borelli, OSBCas, Kardinaldiakon von Santa Maria in Domnica und Abt von Subiaco |